# Torino Calcio 1977-1978
Questa voce raccoglie le informazioni riguardanti il Torino Calcio nelle competizioni ufficiali della stagione 1977-1978.

## Stagione
Il Torino vive un inizio di campionato altalenante a causa dei concomitanti impegni europei, e dopo il pareggio a reti bianche nel derby è distaccato di quattro punti dal Milan capolista e due dalla Juventus; alla fine del girone di andata la squadra di Radice è comunque seconda, a due lunghezze dai concittadini. Verso la fine del girone di ritorno i granata non riescono a rimontare i rivali bianconeri e, dopo il secondo pari a reti inviolate nella stracittadina, successivamente vengono superati anche dalla rivelazione L.R. Vicenza. Nell'ultima giornata del torneo, con un pareggio a reti bianche sul campo del Verona, il Torino riesce ad agganciare i neopromossi berici a quota 39 punti, pagando un distacco di cinque lunghezze dalla Juventus riconfermatasi campione d'Italia.
In Coppa Italia i granata raggiungono il girone semifinale mentre in Coppa UEFA, dopo avere eliminato nei turni precedenti i ciprioti dell'APOEL e gli jugoslavi della Dinamo Zagabria, vengono estromessi agli ottavi di finale dai francesi del Bastia.

## Società
- Presidente:
  - Orfeo Pianelli
- Segretario:
  - Giuseppe Bonetto
- Medico sociale:
  - Cesare Cattaneo

- Massaggiatore:
  - Giovanni Monti
- Allenatore:
  - Luigi Radice
- Allenatore in seconda:
  - Amilcare Ferretti

## Rosa

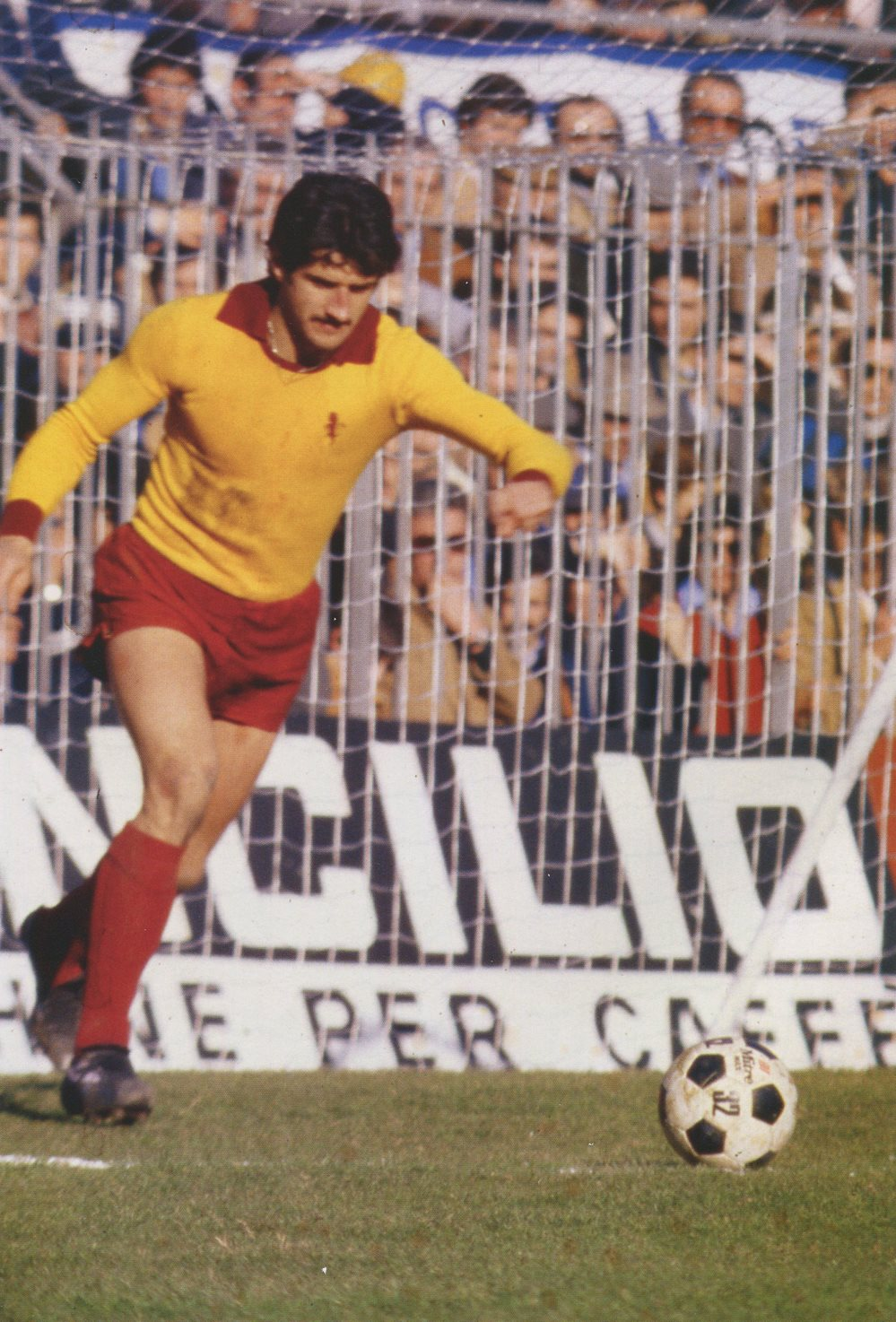
Il neoacquisto Giuliano Terraneo scalza in breve il titolare Castellini a difesa della porta granata.

| N. |                   | Ruolo | Calciatore         |
| -- | ----------------- | ----- | ------------------ |
|    | Italia (bandiera) | P     | Luciano Castellini |
|    | Italia (bandiera) | P     | Giuliano Terraneo  |
|    | Italia (bandiera) | D     | Luciano Battiston  |
|    | Italia (bandiera) | D     | Vittorio Caporale  |
|    | Italia (bandiera) | D     | Luigi Danova       |
|    | Italia (bandiera) | D     | Fabrizio Gorin     |
|    | Italia (bandiera) | D     | Marco Masi         |
|    | Italia (bandiera) | D     | Roberto Mozzini    |
|    | Italia (bandiera) | D     | Nello Santin       |
|    | Italia (bandiera) | C     | Salvatore Barbieri |
|    | Italia (bandiera) | C     | Cesare Butti       |
|    | Italia (bandiera) | C     | Giancarlo Camolese |
|    | Italia (bandiera) | C     | Davide Del Nero    |
|    | Italia (bandiera) | C     | Giuseppe Erba      |

| N. |                   | Ruolo | Calciatore              |
| -- | ----------------- | ----- | ----------------------- |
|    | Italia (bandiera) | C     | Riccardo Maritozzi      |
|    | Italia (bandiera) | C     | Emiliano Mascetti       |
|    | Italia (bandiera) | C     | Eraldo Pecci            |
|    | Italia (bandiera) | C     | Danilo Pileggi          |
|    | Italia (bandiera) | C     | Claudio Sala (capitano) |
|    | Italia (bandiera) | C     | Patrizio Sala           |
|    | Italia (bandiera) | C     | Roberto Salvadori       |
|    | Italia (bandiera) | C     | Renato Zaccarelli       |
|    | Italia (bandiera) | A     | Andrea Bucciarelli      |
|    | Italia (bandiera) | A     | Salvatore Garritano     |
|    | Italia (bandiera) | A     | Francesco Graziani      |
|    | Italia (bandiera) | A     | Maurizio Iorio          |
|    | Italia (bandiera) | A     | Livio Luppi             |
|    | Italia (bandiera) | A     | Paolino Pulici          |

## Calciomercato

### Sessione estiva
| Acquisti | Acquisti           | Acquisti    | Acquisti      |
| R.       | Nome               | a           | Modalità      |
| -------- | ------------------ | ----------- | ------------- |
| P        | Giuliano Terraneo  | Monza       | definitivo    |
| C        | Giuseppe Greco     | Turris      | fine prestito |
| C        | Riccardo Maritozzi | Russi       | definitivo    |
| C        | Danilo Pileggi     | Alessandria | definitivo    |

| Cessioni | Cessioni         | Cessioni  | Cessioni   |
| R.       | Nome             | da        | Modalità   |
| -------- | ---------------- | --------- | ---------- |
| C        | Giuseppe Dossena | Pistoiese | definitivo |
| C        | Giuseppe Greco   | Ascoli    | prestito   |
| A        | Marzio Bertocchi | Monza     | definitivo |
| A        | Aldo Cantarutti  | Monza     | definitivo |

### Coppa Italia
A causa del campionato del mondo 1978 in Argentina fu concesso alle squadre giunte al girone semifinale di Coppa Italia di ricevere tre giocatori in prestito.
| Acquisti | Acquisti          | Acquisti | Acquisti |
| R.       | Nome              | a        | Modalità |
| -------- | ----------------- | -------- | -------- |
| C        | Emiliano Mascetti | Verona   | prestito |
| A        | Maurizio Iorio    | Foggia   | prestito |
| A        | Livio Luppi       | Verona   | prestito |

## Risultati

### Serie A

#### Girone di andata
| Arbitro: | Agnolin (Bassano del Grappa) |

|                                       |           |            |
| Di Bartolomei 62’ (rig.) Ugolotti 87’ | Marcatori | 34’ Pulici |

| Arbitro: | Panzino (Catanzaro) |

|                        |           |  |
| Pecci 17’ Graziani 69’ | Marcatori |  |

| Vicenza 25 settembre 1977, ore 16:00 UTC+1 3ª giornata | Lanerossi Vicenza | 0 – 0 | Torino | Stadio Romeo Menti (20 686 spett.)\| Arbitro: \| Bergamo (Livorno) \| |
| Arbitro:                                               | Bergamo (Livorno) |       |        |                                                                       |

| Arbitro: | Menegali (Roma) |

|              |           |  |
| Graziani 61’ | Marcatori |  |

| Arbitro: | Michelotti (Parma) |

|               |           |  |
| Pirazzini 52’ | Marcatori |  |

| Arbitro: | Agnolin (Bassano del Grappa) |

|                                         |           |             |
| Pulici 8’ Graziani 52’ (rig.) Pecci 82’ | Marcatori | 30’ Damiani |

| Arbitro: | Lattanzi (Roma) |

|              |           |                                    |
| De Ponti 56’ | Marcatori | 22’ (rig.), 71’ Graziani 52’ Pecci |

| Arbitro: | Casarin (Milano) |

|              |           |  |
| Graziani 75’ | Marcatori |  |

| Arbitro: | Michelotti (Parma) |

|                            |           |  |
| Speggiorin 3’ Matteoni 78’ | Marcatori |  |

| Torino 11 dicembre 1977, ore 14:30 UTC+1 10ª giornata | Torino          | 0 – 0 | Juventus | Stadio Comunale (62 582 spett.)\| Arbitro: \| Serafino (Roma) \| |
| Arbitro:                                              | Serafino (Roma) |       |          |                                                                  |

| Arbitro: | Menegali (Roma) |

|            |           |  |
| Pulici 62’ | Marcatori |  |

| Arbitro: | Bergamo (Livorno) |

|           |           |            |
| Wilson 3’ | Marcatori | 69’ Santin |

| Arbitro: | Casarin (Milano) |

|            |           |  |
| Pulici 63’ | Marcatori |  |

| Bergamo 15 gennaio 1978, ore 14:30 UTC+1 14ª giornata | Atalanta        | 0 – 0 | Torino | Stadio Comunale (28 380 spett.)\| Arbitro: \| Lattanzi (Roma) \| |
| Arbitro:                                              | Lattanzi (Roma) |       |        |                                                                  |

| Arbitro: | D'Elia (Salerno) |

|                 |           |                     |
| Pulici 28’, 40’ | Marcatori | 82’ (rig.) Mascetti |

#### Girone di ritorno
| Arbitro: | Ciacci (Firenze) |

|            |           |                  |
| Pulici 22’ | Marcatori | 23’ (aut.) Pecci |

| Arbitro: | Serafino (Roma) |

|                                |           |              |
| Zucchini 67’ Nobili 80’ (rig.) | Marcatori | 63’ Graziani |

| Arbitro: | Menegali (Roma) |

|                              |           |                            |
| Lelj 13’ (aut.) Caporale 34’ | Marcatori | 18’ Briaschi 76’ Prestanti |

| Milano 19 febbraio 1978, ore 15:00 UTC+1 19ª giornata | Inter              | 0 – 0 | Torino | Stadio San Siro (37 617 spett.)\| Arbitro: \| Michelotti (Parma) \| |
| Arbitro:                                              | Michelotti (Parma) |       |        |                                                                     |

| Arbitro: | Agnolin (Bassano del Grappa) |

|                                         |           |          |
| Mozzini 74’ Graziani 84’ Zaccarelli 86’ | Marcatori | 4’ Iorio |

| Arbitro: | Lattanzi (Roma) |

|            |           |                     |
| Pruzzo 43’ | Marcatori | 27’ Pulici 47’ Sala |

| Arbitro: | Casarin (Milano) |

|                          |           |  |
| Pileggi 29’ Graziani 78’ | Marcatori |  |

| Arbitro: | Bergamo (Livorno) |

|                    |           |                                  |
| Savoldi 49’ (rig.) | Marcatori | 23’ Sala 62’ Pulici 88’ Graziani |

| Arbitro: | Ciulli (Roma) |

|             |           |             |
| Graziani 7’ | Marcatori | 86’ Goretti |

| Torino 2 aprile 1978, ore 15:30 UTC+2 25ª giornata | Juventus           | 0 – 0 | Torino | Stadio Comunale (58 567 spett.)\| Arbitro: \| Michelotti (Parma) \| |
| Arbitro:                                           | Michelotti (Parma) |       |        |                                                                     |

| Arbitro: | Menicucci (Firenze) |

|          |           |            |
| Bigon 9’ | Marcatori | 37’ Pulici |

| Arbitro: | Bergamo (Livorno) |

|             |           |  |
| Mozzini 75’ | Marcatori |  |

| Arbitro: | D'Elia (Salerno) |

|                                 |           |  |
| Antognoni 27’ Danova 29’ (aut.) | Marcatori |  |

| Arbitro: | Longhi (Roma) |

|                                         |           |                                |
| Pulici 44’, 87’ (rig.) Festa 51’ (aut.) | Marcatori | 59’ Vavassori 70’ (rig.) Festa |

| Verona 7 maggio 1978, ore 16:00 UTC+2 30ª giornata | Verona        | 0 – 0 | Torino | Stadio Marcantonio Bentegodi (20 713 spett.)\| Arbitro: \| Ciulli (Roma) \| |
| Arbitro:                                           | Ciulli (Roma) |       |        |                                                                             |

### Coppa Italia

#### Primo turno
| Arbitro: | Barbaresco (Cormons) |

|                                             |           |                            |
| Graziani 13’, 17’ Pulici 37’ Zaccarelli 89’ | Marcatori | 49’ Bergamaschi 65’ Bordon |

| Arbitro: | Benedetti (Roma) |

|  |           |           |
|  | Marcatori | 9’ Pulici |

| Bari 31 agosto 1977, ore 17:30 UTC+2 4ª giornata | Bari             | 0 – 0 | Torino | Stadio Comunale (24 744 spett.)\| Arbitro: \| Ciacci (Firenze) \| |
| Arbitro:                                         | Ciacci (Firenze) |       |        |                                                                   |

| Arbitro: | Michelotti (Parma) |

|                      |           |            |
| Butti 13’ Pulici 40’ | Marcatori | 4’ Damiani |

#### Secondo turno
| Arbitro: | Falasca (Chieti) |

|                 |           |                                          |
| Sanseverino 66’ | Marcatori | 32’ Pulici 40’ Graziani 53’ (aut.) Gamba |

| Arbitro: | Lo Bello (Siracusa) |

|            |           |  |
| Muraro 48’ | Marcatori |  |

| Torino 21 maggio 1978, ore 20:30 UTC+2 3ª giornata | Torino             | 0 – 0 | Fiorentina | Stadio Comunale (5 000 spett.)\| Arbitro: \| Reggiani (Bologna) \| |
| Arbitro:                                           | Reggiani (Bologna) |       |            |                                                                    |

| Arbitro: | Materassi (Firenze) |

|                    |           |              |
| Mozzini 51’ (rig.) | Marcatori | 84’ Acanfora |

| Arbitro: | Foschi (Forlì) |

|                       |           |  |
| Barducci 9’ Sella 85’ | Marcatori |  |

| Torino 6 giugno 1978, ore 21:00 UTC+2 6ª giornata | Torino            | 0 – 0 | Inter | Stadio Comunale\| Arbitro: \| Bergamo (Livorno) \| |
| Arbitro:                                          | Bergamo (Livorno) |       |       |                                                    |

### Coppa UEFA
| Arbitro: | Navarra |

|                          |           |  |
| Pulici 14’, 40’ Sala 54’ | Marcatori |  |

| Arbitro: | Andrecu |

|            |           |               |
| Marcou 20’ | Marcatori | 76’ Garritano |

| Arbitro: | Somlai |

|                              |           |           |
| Pulici 8’ Sala 26’ Pecci 49’ | Marcatori | 59’ Bonić |

| Arbitro: | Azim Zade |

|            |           |  |
| Senzen 24’ | Marcatori |  |

| Arbitro: | Aldinger |

|                  |           |            |
| Papi 37’ Rep 62’ | Marcatori | 24’ Pulici |

| Arbitro: | Thomas |

|                   |           |                            |
| Graziani 22’, 47’ | Marcatori | 19’ Larios 50’, 65’ Krimau |

## Statistiche

### Statistiche di squadra
| Competizione | Punti | In casa | In casa | In casa | In casa | In casa | In casa | In trasferta | In trasferta | In trasferta | In trasferta | In trasferta | In trasferta | Totale | Totale | Totale | Totale | Totale | Totale | DR  |
| Competizione | Punti | G       | V       | N       | P       | Gf      | Gs      | G            | V            | N            | P            | Gf           | Gs           | G      | V      | N      | P      | Gf     | Gs     | DR  |
| ------------ | ----- | ------- | ------- | ------- | ------- | ------- | ------- | ------------ | ------------ | ------------ | ------------ | ------------ | ------------ | ------ | ------ | ------ | ------ | ------ | ------ | --- |
| Serie A      | 39    | 15      | 11      | 4       | 0       | 24      | 9       | 15           | 3            | 7            | 5            | 12           | 14           | 30     | 14     | 11     | 5      | 36     | 23     | +13 |
| Coppa Italia | -     | 5       | 2       | 3       | 0       | 7       | 4       | 5            | 2            | 2            | 1            | 4            | 4            | 10     | 4      | 5      | 1      | 11     | 8      | +3  |
| Coppa UEFA   | -     | 3       | 2       | 0       | 1       | 8       | 4       | 3            | 0            | 1            | 2            | 2            | 4            | 6      | 2      | 1      | 3      | 10     | 8      | +2  |
| Totale       | -     | 23      | 15      | 7       | 1       | 39      | 17      | 23           | 5            | 10           | 8            | 18           | 22           | 46     | 20     | 17     | 9      | 57     | 39     | +18 |

### Statistiche dei giocatori
| Giocatore      | Serie A  | Serie A | Serie A     | Serie A    | Coppa Italia | Coppa Italia | Coppa Italia | Coppa Italia | Coppa UEFA | Coppa UEFA | Coppa UEFA  | Coppa UEFA | Totale   | Totale | Totale      | Totale     |
| Giocatore      | Presenze | Reti    | Ammonizioni | Espulsioni | Presenze     | Reti         | Ammonizioni  | Espulsioni   | Presenze   | Reti       | Ammonizioni | Espulsioni | Presenze | Reti   | Ammonizioni | Espulsioni |
| -------------- | -------- | ------- | ----------- | ---------- | ------------ | ------------ | ------------ | ------------ | ---------- | ---------- | ----------- | ---------- | -------- | ------ | ----------- | ---------- |
| S. Barbieri    | 0        | 0       | 0           | 0          | 4            | 0            | ?            | ?            | 0          | 0          | 0           | 0          | 4        | 0      | 0+          | 0+         |
| L. Battiston   | 0        | 0       | 0           | 0          | 4            | 0            | ?            | ?            | 0          | 0          | 0           | 0          | 4        | 0      | 0+          | 0+         |
| A. Bucciarelli | 0        | 0       | 0           | 0          | 5            | 0            | ?            | ?            | 0          | 0          | 0           | 0          | 5        | 0      | 0+          | 0+         |
| C. Butti       | 21       | 0       | ?           | ?          | 10           | 1            | ?            | ?            | 3          | 0          | ?           | ?          | 34       | 1      | ?           | ?          |
| G. Camolese    | 0        | 0       | 0           | 0          | 1            | 0            | ?            | ?            | 0          | 0          | 0           | 0          | 1        | 0      | 0+          | 0+         |
| V. Caporale    | 25       | 1       | ?           | ?          | 3            | 0            | ?            | ?            | 4          | 0          | ?           | ?          | 32       | 1      | ?           | ?          |
| L. Castellini  | 14       | -13     | ?           | ?          | 2            | -2           | ?            | ?            | 2          | -4         | ?           | ?          | 18       | -19    | ?           | ?          |
| L. Danova      | 29       | 0       | ?           | ?          | 8            | 0            | ?            | ?            | 6          | 0          | ?           | ?          | 43       | 0      | ?           | ?          |
| D. Del Nero    | 0        | 0       | 0           | 0          | 3            | 0            | ?            | ?            | 0          | 0          | 0           | 0          | 3        | 0      | 0+          | 0+         |
| G. Erba        | 0        | 0       | 0           | 0          | 1            | 0            | ?            | ?            | 0          | 0          | 0           | 0          | 1        | 0      | 0+          | 0+         |
| S. Garritano   | 7        | 0       | ?           | ?          | 0            | 0            | 0            | 0            | 1          | 1          | ?           | ?          | 8        | 1      | 0+          | 0+         |
| F. Gorin       | 14       | 0       | ?           | ?          | 6            | 0            | ?            | ?            | 2          | 0          | ?           | ?          | 22       | 0      | ?           | ?          |
| F. Graziani    | 29       | 11      | ?           | ?          | 5            | 3            | ?            | ?            | 6          | 2          | ?           | ?          | 40       | 16     | ?           | ?          |
| M. Iorio       | -        | -       | -           | -          | 1            | 0            | ?            | ?            | -          | -          | -           | -          | 1        | 0      | 0+          | 0+         |
| L. Luppi       | -        | -       | -           | -          | 3            | 0            | ?            | ?            | -          | -          | -           | -          | 3        | 0      | 0+          | 0+         |
| R. Maritozzi   | 0        | 0       | 0           | 0          | 5            | 0            | ?            | ?            | 0          | 0          | 0           | 0          | 5        | 0      | 0+          | 0+         |
| E. Mascetti    | -        | -       | -           | -          | 5            | 0            | ?            | ?            | -          | -          | -           | -          | 5        | 0      | 0+          | 0+         |
| M. Masi        | 0        | 0       | 0           | 0          | 3            | 0            | ?            | ?            | 0          | 0          | 0           | 0          | 3        | 0      | 0+          | 0+         |
| R. Mozzini     | 22       | 2       | ?           | ?          | 9            | 1            | ?            | ?            | 6          | 0          | ?           | ?          | 37       | 3      | ?           | ?          |
| E. Pecci       | 21       | 3       | ?           | ?          | 2            | 0            | ?            | ?            | 6          | 1          | ?           | ?          | 29       | 4      | ?           | ?          |
| D. Pileggi     | 1        | 1       | ?           | ?          | 5            | 0            | ?            | ?            | 1          | 0          | ?           | ?          | 7        | 1      | ?           | ?          |
| P. Pulici      | 28       | 12      | ?           | ?          | 5            | 4            | ?            | ?            | 6          | 4          | ?           | ?          | 39       | 20     | ?           | ?          |
| C. Sala C.     | 29       | 0       | ?           | ?          | 5            | 0            | ?            | ?            | 5          | 1          | ?           | ?          | 39       | 1      | ?           | ?          |
| P. Sala P.     | 29       | 2       | ?           | ?          | 5            | 0            | ?            | ?            | 6          | 1          | ?           | ?          | 40       | 3      | ?           | ?          |
| R. Salvadori   | 23       | 0       | ?           | ?          | 5            | 0            | ?            | ?            | 6          | 0          | ?           | ?          | 34       | 0      | ?           | ?          |
| N. Santin      | 15       | 1       | ?           | ?          | 4            | 0            | ?            | ?            | 2          | 0          | ?           | ?          | 21       | 1      | ?           | ?          |
| G. Terraneo    | 16       | -10     | ?           | ?          | 8            | -6           | ?            | ?            | 5          | -4         | ?           | ?          | 29       | -20    | ?           | ?          |
| R. Zaccarelli  | 24       | 1       | ?           | ?          | 4            | 1            | ?            | ?            | 3          | 0          | ?           | ?          | 31       | 2      | ?           | ?          |

## Giovanili

### Piazzamenti
- Primavera:
  - Campionato: ?
  - Coppa Italia: ?

- Berretti:
  - Campionato: vincitore